# غوردون ويلز
غوردون ويلز (بالإنجليزية: Gordon Wills)‏ هو لاعب كرة قدم بريطاني، ولد في 24 أبريل 1934 في ونزبري ‏ في المملكة المتحدة، وتوفي في 10 يناير 2018. شارك مع منتخب اسكتلندا تحت 21 سنة لكرة القدم. أما مع النوادي، فقد لعب مع ليستر سيتي ونادي والسول ونوتس كاونتي ووولفرهامبتون واندررز.

## وصلات خارجية
- غوردون ويلز على موقع قاعدة بيانات كرة القدم.إي يو (الإنجليزية)